# سيباستيان ماير (لاعب هوكي الجليد)
سيباستيان ماير (بالسويدية: Sebastian Meijer)‏ هو لاعب هوكي الجليد سويدي، ولد في 1 سبتمبر 1984 في Ulricehamn ‏ في السويد.

## وصلات خارجية
- سيباستيان ماير على موقع EliteProspects.com (الإنجليزية)
- سيباستيان ماير على موقع Eurohockey.com (الإنجليزية)
- سيباستيان ماير على موقع HockeyDB.com (الإنجليزية)